# Chris Halliwell
Christopher Perry Halliwell är en fiktiv figur i TV-serien Förhäxad. Han spelas av Drew Fuller.
Chris är Leos och Pipers andra son. När han växt upp och hans storebror Wyatt har blivit ond, reser han tillbaka i tiden till innan han själv ens föddes för att förhindra att det händer. Vilket utgjorde den övergripande handlingen i säsong sex.